# O Drama de Santo Olavo

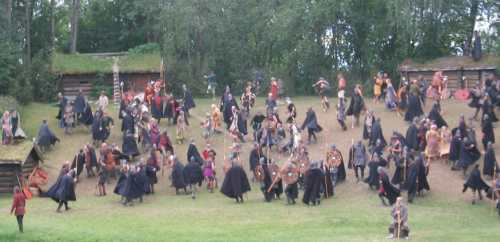
O Drama de Santo Olavo, 2003

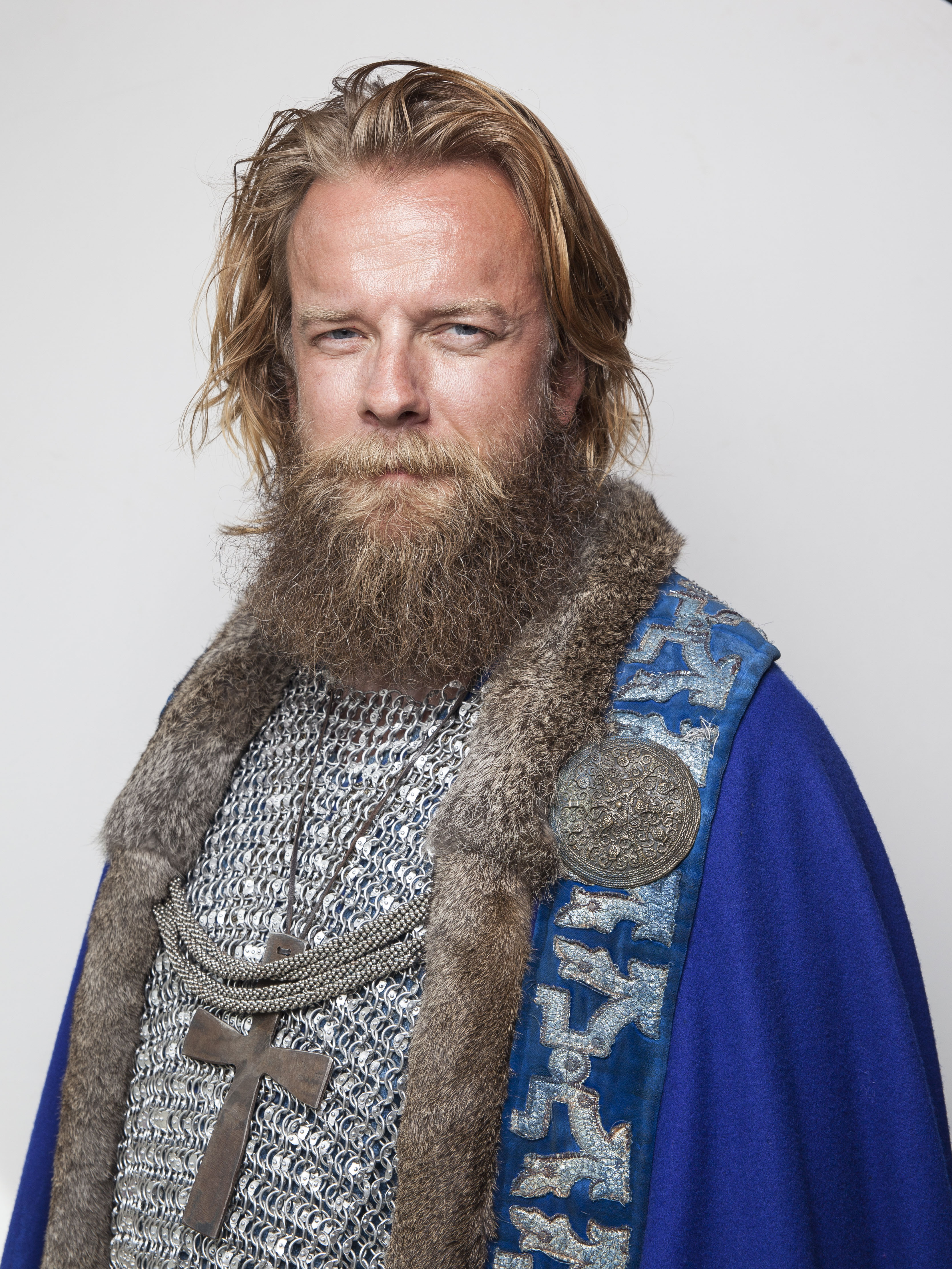
Pål Christian Eggen, atuando como rei Olavo II da Noruega no Saint Olav Drama em Stiklestad 2014.

Drama de Santo Olavo (em norueguês:  Spelet om Heilag Olav) é uma performance de teatro ao ar livre tocada todo final de julho em Stiklestad, em Verdal, na Noruega.
A peça comemora a Batalha de Stiklestad, que ocorreu no ano de 1030, e que resultou na morte do rei Olavo II da Noruega. No rescaldo de sua morte, o rei Olavo seria canonizado mais tarde como São Olavo (Heilag Olav), santo padroeiro da Noruega. A peça explora o processo de transição entre os costumes pagãos tradicionais e a introdução do cristianismo na Noruega.
A peça se baseia em eventos históricos mencionados em Heimskringla, escritos por Snorri Sturlson. A peça apresenta outras figuras históricas da Noruega, incluindo Rögnvald Brusason e Thorir Hund.
O drama Saint Olav foi escrito por Olav Gullvåg, com música composta por Paul Okkenhaug (1908-1975). É realizado todos os anos desde 1954. Entre os diretores em destaque, está o produtor norueguês Stein Winge.

## Outras fontes
- Berezin, Henrik Adventure Guide Scandinavia (Hunter Publishing, 2012) ISBN 9781588436030
- March, Linda Norway - Culture Smart!: the essential guide to customs & culture (Kuperard. 2006) ISBN 978-1857333312
- Myklebus, Morten. Olaf Viking & Saint (Norwegian Council for Cultural Affairs, 1997) ISBN 978-82-7876-004-8
- O'Leary, Margaret Hayford Culture and Customs of Norway (Greenwood. 2010) ISBN 978-0313362484

Em norueguês
- Andersen, Per Sveaa Samlingen av Norge og kristningen av landet : 800–1130 (Universitetsforlaget; 1977) ISBN 8200024121
- Ekrem, Inger; Lars Boje Mortensen; Karen Skovgaard-Petersen Olavslegenden og den Latinske Historieskrivning i 1100-tallets Norge (Tusculanum Press; 2000) ISBN 978-87-7289-616-8
- Hoftun, Oddgeir Kristningsprosessens og herskermaktens ikonografi i nordisk middelalder (Borgen forlag. Oslo; 2008) ISBN 978-82-560-1619-8
- Hoftun, Oddgeir Stavkirkene – og det norske middelaldersamfunnet (Borgen forlag. København; 2002) ISBN 87-21-01977-0